# نوشین کشاورزنیا
نوشین کشاورزنیا پژوهشگر اجتماعی فعال سیاسی و مدنی، فعال حقوق زنان و پژوهشگر اجتماعی و زندانی سیاسی اهل ایران است.

## فعالیت‌های مدنی
نوشین کشاورزنیا، پژوهشگر اجتماعی فعال مدنی و حقوق زنان است که فعالیت خود را از سال ۱۳۸۱ آغاز کرده‌است. فعالیت‌های وی سال‌های اخیر بیشتر بر خشونت علیه زنان و موضوع ایجاد محیط‌های کاری امن و به‌دور از آزار و خشونت متمرکز شده بود.

## بازداشت
نوشین کشاورزنیا در تاریخ ۵ اردیبهشت ۱۴۰۱ توسط نیروهای امنیتی جمهوری اسلامی بازداشت، و به بازداشتگاه ۲۰۹ منتقل شد. او در تاریخ ۱۲ اردیبهشت به‌طور موقت و با قید وثیقهٔ یک میلیارد تومانی آزاد شد.

### حبس
به‌گزارش هرانا، نوشین کشاورزنیا، در دادگاه تجدیدنظر استان تهران به اتهام «اجتماع و تبانی جهت اقدام علیه امنیت ملی» پنج سال حبس تعزیری محکوم شد.